# Opius citripes
Opius citripes är en stekelart som beskrevs av Fischer 1969. Opius citripes ingår i släktet Opius och familjen bracksteklar. Inga underarter finns listade i Catalogue of Life.